# Fukō-kun wa kisu suru shikanai!
Fukō-kun wa kisu suru shikanai! (不幸くんはキスするしかない！?, lett. "Il Signor Sfortunato non ha altra scelta che baciare!", noto anche con il titolo internazionale Mr. Unlucky Has No Choice But to Kiss!) è un dorama giapponese tratto dall'omonimo manga di Gamoko Tsuyu, serializzato sul sito web B-Boy P! a partire dal 10 settembre 2019.
La serie televisiva live action è stata trasmessa dal 22 aprile 2022 al 10 giugno 2022 sul blocco di programmazione di MBS Drama Shower.

## Trama
Kōta Fukuhara, uno studente universitario che ha sempre vissuto sotto l'ombra della sfortuna, si sforza di mantenere il sorriso in volto per nascondere le sue frustrazioni. Un giorno, durante un incontro con il popolare compagno di classe Naoya Shinomiya, Kōta scopre con sorpresa che quest'ultimo è da sempre fortunato in tutto e per tutto. Inoltre, sembra che la presenza di Naoya possa addirittura attenuare la sfortuna di chi gli sta attorno. Intrigato da questa possibilità, Kōta propone a Naoya di restare per sempre insieme, il quale tuttavia, pensando si tratti di una dichiarazione d'amore, fraintende le sue parole e lo bacia. Nonostante si senta in colpa nello sfruttare la fortuna di Naoya, Kōta continua a fingere di essere in una relazione sentimentale con lui, poiché insieme riescono a evitare ogni sventura. Sebbene il rapporto tra i due nasca come pura questione di convenienza, una serie di eventi li avvicinerà sempre di più con il passare del tempo.

## Personaggi

### Principali
- Kōta Fukuhara, interpretato da Ryōsuke Sota
Kōta è uno studente universitario la cui vita è segnata dalla sfortuna. Nasconde la sua personalità risentita dietro un atteggiamento gentile e gradevole.[1]
- Naoya Shinomiya, interpretato da Yūsuke Satō
Naoya è un compagno di classe di Kōta e ha sempre goduto di una buona fortuna. È popolare all'università e di bell'aspetto.[1]

### Secondari
- Mugi Sasaki, interpretato da Satsuki Nakayama
È uno degli amici di Naoya ed è una persona che si entusiasma facilmente.[2]
- Saku Tsujimura, interpretato da Gaku Oshida
È uno degli amici di Naoya, noto per il suo aspetto fresco e accattivante.[2]
- Miki, interpretata da Mei Hata
È una studentessa dell'università dalla personalità dolce ed emotiva.[2]
- Anna, interpretata da Asuka Hanamura
È una studentessa dell'università dal carattere calmo e riservato.[2]
- Professor Kawahara, interpretato da Yōji Matsuda
È il professore di psicologia dell'università.[3]
- Yashiro, interpretato da Kensuke Takahashi
È un compagno di classe dei protagonisti. Agiterà l'amore tra i due.[3]
- Minato, interpretato da Yūto Tsubone
È un ragazzo con gli occhiali amichevole con tutti.[3]
- Itsuki, interpretato da Asaya Bhandari
È il miglior amico di Minato.[3]

## Colonna sonora
La colonna sonora è composta da una canzone di apertura e una di chiusura.
1. OCTPATH – Perfect – 3:32 (testo: Erik Lidbom, Choi Jin-woo, CR, Anna Kusakawa e Kim Chang-rok – musica: Erik Lidbom)
2. Tōya Kobayashi – Shinu made kimi wo shirō – 4:16 (testo: Tōya Kobayashi e Tōmi Yō – musica: Tōya Kobayashi)

## Episodi
| Nº | Titolo originale                                                                 | Traduzione                                                                         | Messa in onda  |
| -- | -------------------------------------------------------------------------------- | ---------------------------------------------------------------------------------- | -------------- |
| 1  | 不幸くんはキスするしかない!?, Fukō-kun wa kisu suru shikanai!                    | Il Signor Sfortunato non ha altra scelta che baciare!                              | 22 aprile 2022 |
| 2  | 不幸くんは土曜にデートするしかない!?, Fukō-kun wa doyō ni dēto suru shikanai!    | Il Signor Sfortunato non ha altra scelta che andare a un appuntamento di sabato!   | 29 aprile 2022 |
| 3  | 不幸くんは日曜にデートするしかない!?, Fukō-kun wa nichiyō ni dēto suru shikanai! | Il Signor Sfortunato non ha altra scelta che andare a un appuntamento di domenica! | 6 maggio 2022  |
| 4  | 不幸くんは同棲するしかない!?, Fukō-kun wa dōsei suru shikanai!                   | Il Signor Sfortunato non ha altra scelta che convivere!                            | 13 maggio 2022 |
| 5  | 不幸くんは恋するしかない!?, Fukō-kun wa koi suru shikanai!                       | Il Signor Sfortunato non ha altra scelta che innamorarsi!                          | 20 maggio 2022 |
| 6  | 不幸くんは告白するしかない!?, Fukō-kun wa kokuhaku suru shikanai!                | Il Signor Sfortunato non ha altra scelta che confessare!                           | 27 maggio 2022 |
| 7  | 不幸くんは恋人になるしかない!?, Fukō-kun wa koibito ni naru shikanai!            | Il Signor Sfortunato non ha altra scelta che fidanzarsi!                           | 3 giugno 2022  |
| 8  | 不幸くんは幸せになるしかない!?, Fukō-kun wa shiawase ni naru shikanai!           | Il Signor Sfortunato non ha altra scelta che diventare felice!                     | 10 giugno 2022 |

## Accoglienza
In un'intervista di Pixivision, la creatrice di Tunku, Kaoru Azuma, ha riferito riguardo al dorama:

## Riconoscimenti
GagaOOLala Awards
- 2022 – Miglior Serie Comica